# Memorandum SANU
Memorandum SANU (srbsky v cyrilici Меморандум САНУ), plným názvem Skupina akademiků Srbské akademie věd o aktuálních společenských otázkách v Jugoslávii roku 1986 (srbsky v cyrilici Група академика Српске академије наука и уметности о актуалним друштвеним питањима Југославије 1986. године), je název pro dokument, který vstoupil do dějin jako jeden ze začátků obrody myšlenky velkého Srbska a srbského nacionalismu. 
Ačkoliv tento název dokumentu bývá zpochybňován a samo Memorandum bylo zveřejněno jako nedokončené, používá se obecně v literatuře právě toto jméno. Vyšlo v deníku Večernje Novosti v září 1986. Autory byla skupina srbských intelektuálů (Pavle Ivić, Antonije Isaković, Dušan Kanazir, Mihajlo Marković, Miloš Macura, Dejan Medaković, Miroslav Pantić, Nikola Pantić, Ljubiša Rakić, Radovan Samardžić, Miomir Vukobratović, Vasilije Krestić, Ivan Maksimović, Kosta Mihajlović, Stojan Čelić) v čele se spisovatelem Dobricou Ćosićem, jedním z hlavních kritiků tehdejšího politického systému v Jugoslávii.

## Obsah
Sedmdesátičtyřstranový dokument má dvě části: ekonomickou a politickou. První z nich se věnuje ekonomické krizi, která trápila Jugoslávii již více než deset let a politickému systému země, kde byl zvlášť zdůrazněn význam ústavy z roku 1974 jako jednoho z viníků této krize. Autoři Memoranda tvrdí, že decentralizace státu vedla k jeho rozparcelování a vytvoření osmi (šest republik a dvě autonomní oblasti) oddělených ekonomických a politických celků, které prosazují tvrdě své zájmy. Jako ukázka těch, kteří jsou největšími zastánci Ústavy z roku 1974 (a kteří z tohoto stavu nejvíce profitují) jsou zmíněny Slovinsko a Chorvatsko. To, že je konfederativní uspořádání země hlavním viníkem krize je zdůrazněno konfrontací dobové ekonomické situace (skandálu s výší zahraničního dluhu Jugoslávie, která byla až do smrti Tita tajná, neustálých krizí a stagnací) s třetím pětiletým plánem a obecně hospodářským rozvojem konce 50. a začátku 60. let.
Jugoslávii samotnou vidí Memorandum jako směs starého politického systému (není upřesněno kterého) a autoritativního státu zděděného po dobách „reálného socialismu“ známého ze zemí východní Evropy. Přestože není kritický k socialismu jako takovému, ostře útočí na Svaz komunistů Jugoslávie, který považuje za stranu, která „srostla se státem“ a není již partají představující ideový „předvoj“ společnosti, nýbrž stranou pouze disponující absolutním monopolem moci. Jako řešení viděli autoři textu demokratizaci státu a změnu svazové ústavy.
Kromě první části, soustřeďující se na ekonomickou situaci, společenskou a hospodářskou krizi a kritiku politického systému se v Memorandu nachází také i ta druhá, která se věnuje národnostní otázce. Autoři textu otevřeně kritizují systém šesti svazových republik a dvou autonomních oblastí v dobové podobě. Prohlásili, že Srbové nezískali (na rozdíl od ostatních v Jugoslávii) vlastní národní stát, a dále, že srbské menšiny v dalších republikách (SR Chorvatsko a SR Bosna a Hercegovina) mají nerovné postavení ve srovnání s příslušníky převažujícího nebo za dominujícího považovaného národa. Jako příklad je zmíněna chorvatská jazyková otázka, dále Kosovo a vystěhovávání nealbánského obyvatelstva z této autonomní oblasti. 
Srbsko považují autoři za diskriminované vůči Jugoslávii  i díky tomu, že je jeho hospodářství zaostávající ve srovnání s celosvazovým průměrem; uvádějí příklady vývozu levných surovin do rozvinutějších republik SFRJ. Za tvůrce tohoto stavu považují jak skutečnost, že SR Chorvatsko a SR Slovinsko se s lepší průmyslovou základnou mohly těšit rychlejšímu poválečnému rozvoji, ale také i mocenský tandem Kardelje a Tita. Uspořádání, ve kterém jsou součástí SR Srbska ještě dvě autonomní oblasti, považují za nefunkční; politický statut centrálního Srbska vidí z právního hlediska za nedefinovaný a vztahy s oběma oblastmi víceméně za matoucí. Připomíná, že podle sčítání lidu z roku 1981 žije v rámci Jugoslávie mimo území tzv. „užšího Srbska“ 40,8 % Srbů a že právě oni byli procesem decentralizace státu postiženi nejvíce. 
Kosovskou situaci vidí Memorandum SANU velmi kriticky. Nepokoje z roku 1981 prohlašuje otevřenou totální válkou vůči srbskému národu, zvýšení míry autonomie po protestech v roce 1968 za spouštěč tehdy aktuální krize. Dobovou situaci Srbů v Kosovu popisuje jako fyzickou, politickou i právní genocidu.

## Reakce
Politické vedení Svazu komunistů Srbska tento dokument ostře odsoudilo a autory označilo za nacionalisty. Na kritiku, která přicházela na SANU z i z řady jiných míst, se pokoušeli akademici odpovědět tím, že se jednalo o dokument pro interní potřeby, nedokončený a hlavně zveřejněný bez jejího souhlasu. Ač zprvu odsouzen, řadu jeho bodů později během tzv. antibyrokratické revoluce přejali Slobodan Milošević a jeho věrní – srovnáme-li slovník SANU, kritizující vznik byrokratických struktur odpovědných za společenskou a ekonomickou stagnaci s tím, co bylo proklamováno v letech 1987, 1988 a 1989 srbskými a později i černohorskými komunisty. Převzata byla i myšlenka „znovusjednocení“ Srbska, kterou vyjadřuje i heslo demonstrantů na četných promiloševićovských mítincích Oj Srbijo iz tri dela, ponovo ćeš biti cela („Srbsko ze tří částí, znovu budeš jednotné“). 
V SR Slovinsku a SR Chorvatsku bylo Memorandum vnímáno jako nebezpečný precedens a ve společnosti vzrostly obavy z možného nárůstu sympatií k srbskému nacionalismu. Použití řady myšlenek pozdějším srbským vedením v čele se Slobodanem Miloševićem bylo vnímáno jako příklon Svazu komunistů Srbska k nacionalistickým myšlenkám. Sám Milošević byl v Chorvatsku na konci 80. let silně neoblíben a jeho vznikající srbský kult byl považován za rychlé rozšíření nacionalistických myšlenek mezi širokou veřejnost. 